# Salacia stuhlmanniana
Salacia stuhlmanniana är en benvedsväxtart som beskrevs av Ludwig Eduard Theodor Loesener. Salacia stuhlmanniana ingår i släktet Salacia och familjen Celastraceae. Inga underarter finns listade.